# Caproni Ca.355

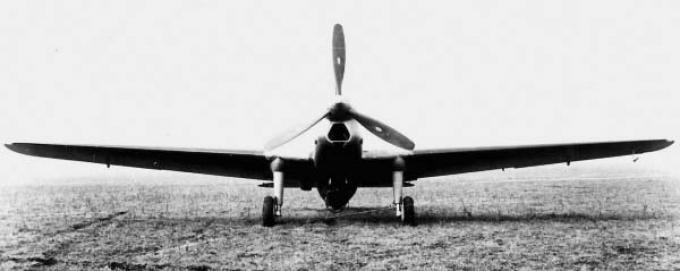
Vista frontale cel Ca.355

Il Caproni Ca.355 Tuffo era un bombardiere in picchiata monomotore ad ala bassa realizzato dall'azienda italiana CAB Caproni nei primi anni quaranta e rimasto allo stadio di prototipo.
Derivato dal Ca.335 Maestrale venne proposto per equipaggiare la Regia Aeronautica ma a causa delle non soddisfacenti prestazioni gli fu preferito il tedesco Junkers Ju 87 "Picchiatello" ed ogni sviluppo al progetto venne sospeso.

## Storia
Nel 1939 il Ministero dell'aeronautica emise una specifica per la fornitura di un velivolo della stessa classe del tedesco Junkers Ju 87 "Stuka" da destinare ai reparti da bombardamento a tuffo della Regia Aeronautica.

### Sviluppo
La Caproni decide di partecipare con un progetto affidato all'ingegnere Cesare Pallavicino e sviluppato dalla sua controllata Cantieri Aeronautici Bergamaschi (CAB).
Pallavicino sfrutta l'esperienza acquisita nello sviluppo del precedente Ca.335 Maestrale riproponendolo in chiave semplificata in un velivolo concettualmente simile, se non per i necessari adattamenti per il nuovo ruolo, dalle dimensioni leggermente più contenute e rispondente a requisiti di economicità per favorirne la produzione in serie a contenuti costi complessivi.
La fusoliera venne ridotta di sezione e venne eliminato il secondo abitacolo, non più necessario, lasciando la sola cabina di pilotaggio chiusa da un tettuccio apribile a scorrimento verso coda ed all'ala vennero aggiunti i necessari freni aerodinamici di picchiata. Come sullo Stuka venne adottata una particolare struttura tubolare posizionata sotto la fusoliera che doveva accogliere la bomba e che, all'atto dello sgancio, la allontanava dalla possibile interferenza con il disco dell'elica. Per la propulsione venne scelto l'Isotta Fraschini Delta, motore in fase di sviluppo e che proveniva da un'azienda anch'essa del Gruppo Caproni.
Il prototipo, che assunse la designazione Ca.355 Tuffo ed al quale venne assegnata la matricola MM.470, venne portato in volo la prima volta il 14 gennaio 1941 sul campo di volo aziendale a Ponte San Pietro, ai comandi del pilota collaudatore Ettore Wengi e che, dopo un'iniziale fase di prove in cui non si rilevano particolari problemi lo trasferisce, come da prassi, all'aeroporto di Guidonia per sottoporlo alla commissione esaminatrice della Direzione Superiore Studi ed Esperienze della Regia Aeronautica.
Pur soddisfacendo il Ca.355 Tuffo ai requisiti imposti dal progetto, le autorità militari non risultarono soddisfatte delle sue prestazioni e dopo aver effettuato ancora qualche volo di prova risulta fosse accantonato già dal 23 marzo. La Regia continuò ad avvalersi, come equipaggiamento per i reparti di bombardamento a tuffo, del tedesco Ju 87 "Stuka" oltre a caccia declassati, i Fiat C.R.42 e G.50 ed il Macchi M.C.200, per le azioni di assalto.
Dell'unico esemplare costruito se ne perdono velocemente le tracce, probabilmente disassemblato per recuperare materiali strategici.

### Versioni
Ca.305 bi-coda
Fu anche prevista in progetto una versione con due travi di coda che prevedeva un motore Daimler-Benz DB 601 o in alternativa un Isotta Fraschini Delta in versione spingente, la soluzione fu archiviata per le difficoltà di centraggio dei pesi del velivolo.

## Utilizzatori
Italia
- Regia Aeronautica

L'unico esemplare venne utilizzato per prove comparative.